# ウィリアム・J・ナイト

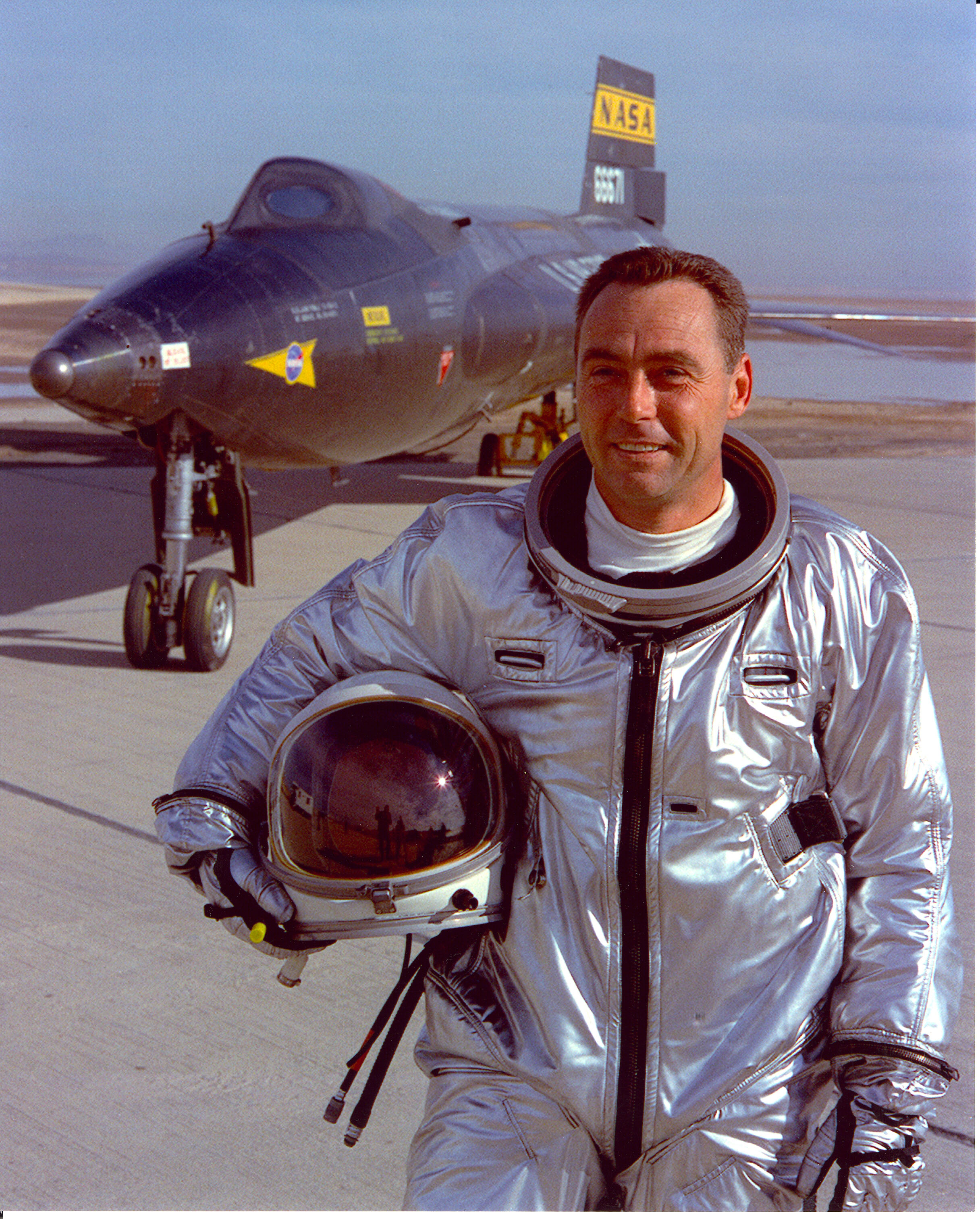
X-15とナイト

ウィリアム・J・ナイト（William J. "Pete" Knight、1929年11月18日 - 2004年5月8日）はアメリカ合衆国の戦闘機パイロット及びテスト・パイロットであり、後に政治家となった。1967年に実験機のX-15A-2で有翼機の速度記録、7,274 km/hを樹立した。
1951年にアメリカ空軍に入隊、パイロットとなる。1954年のナショナル・エア・ショーにおいてはF-89を操縦し、アリソン・ジェット・トロフィーを受賞した。1958年からエドワード空軍基地でテスト・パイロットとなり、F-100、F-101、F-104、後にT-38、F-5の試験飛行を行った。1960年、X-20 ダイナソア計画のテスト・パイロット6人うちの1人に選ばれた。ダイナソア計画が中止された後は、X-15のパイロットを務めた。
1967年6月29日、X-15でマッハ4.17で高度107,000フィートを飛行中、電気回路の故障によりシステムがシャットダウンしたが、有視界飛行でネヴァダ州の沼への不時着に成功した。同年10月3日には、 X-15A-2で有人飛行の速度記録、7,274 km/hを記録した。X-15A-2による16回の飛行の中には高度100,000mを記録したものもあり、有翼機で宇宙空間に達した5人のパイロットのうちの1人となった。
エドワーズ空軍基地での活動は10年ほどで、1968年にから東南アジアに移った後にF-100による253回の攻撃作戦に参加した。その後、ライト・パターソン基地でF-15やF-5戦闘機の開発に従事した。エドワーズ空軍基地でのF-16戦闘機のテストパイロットを務めた後、1982年に空軍を退役した。キャリアは32年間におよび、総飛行時間は6,000時間を越えた。
退役から2年後の1984年、カリフォルニア州パームデールの市議会議員、1985年には市長に選ばれ、1992年からカリフォルニア州議員を務めた。